# Jack Baldwin
Jack Edward Baldwin,  FRS (Londres, 8 de agosto de 1938) é um químico britânico.
Foi professor da Cátedra Waynflete de Química da Universidade de Oxford (1978–2005), onde foi chefe do Departamento de Química Orgânica.
Estudou no Imperial College London e foi professor do Instituto de Tecnologia de Massachusetts, de 1969 a 1978, onde publicou seu mais significativo trabalho, as regras de Baldwin para reações de fechamento de anéis em compostos alicíclicos. Em 1978 foi para a Universidade de Oxford, onde foi chefe do Laboratório Dyson Perrins. O laboratório fechou formalmente em 2003, e seu grupo foi para o novo Laboratório de Pesquisas Químicas na estrada Mansfield, onde Baldwin é ainda um ativo pesquisador. Foi eleito membro da Royal Society em 1978. Em 1994 foi eleito Foreign Honorary Member da Academia de Artes e Ciências dos Estados Unidos.